# 폴 밀샙

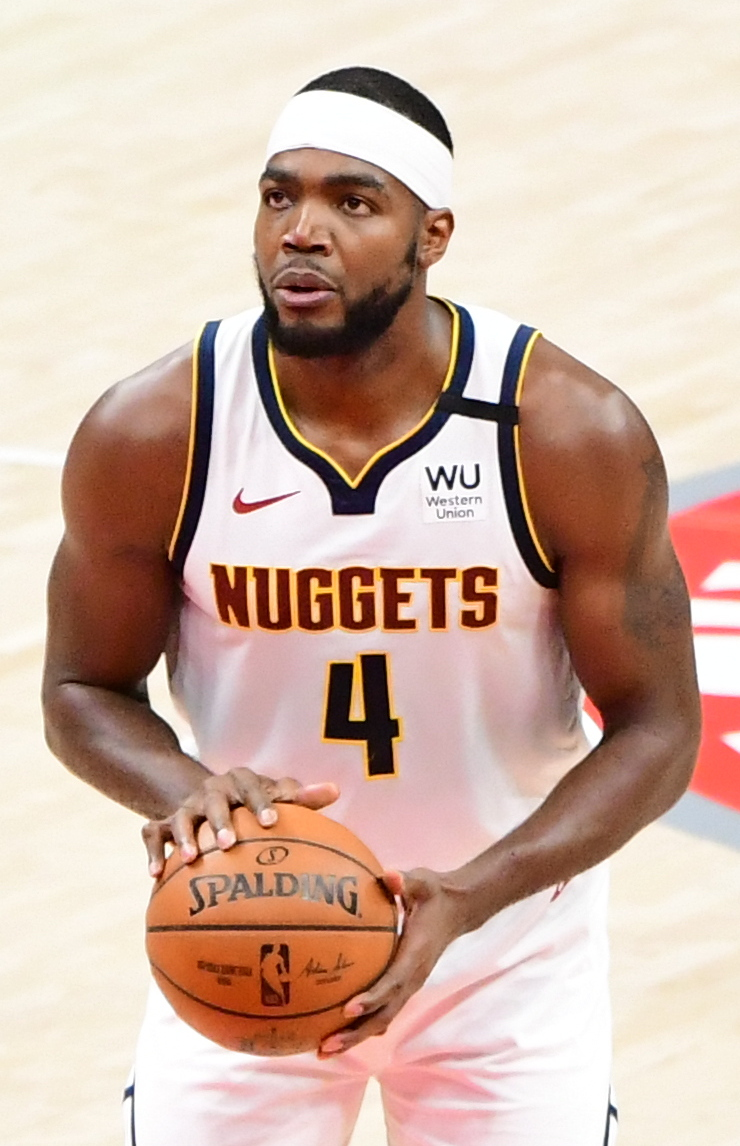
폴 밀샙

폴 밀샙(영어: Paul Millsap, 1985년 2월 10일 ~ )은 미국의 농구 선수이자 미 프로농구 필라델피아 세븐티식서스의 선수이다. 19-20 시즌 넘버 4, 파워포워드로 활동 중이다.